# ایلیاس تسیریموکوس
ایلیاس تسیریموکوس (یونانی: Ηλίας Τσιριμώκος؛ ۱۹۰۷ – ۱۳ ژوئیه ۱۹۶۸) یک سیاست‌مدار و دیپلمات اهل یونان بود.